# Kon Tum (Provinz)
Kon Tum ist eine Provinz von Vietnam. Sie liegt im Süden des Landes in der Region Zentrales Hochland. Die Provinz grenzt im Norden an die Provinz Quảng Nam, im Osten an die Provinz Quảng Ngãi, im Süden an die Provinz Gia Lai und im Westen an die Staaten Kambodscha und Laos. Kon Tum lebt hauptsächlich von der Landwirtschaft. Im Vietnamkrieg fand hier die Schlacht von Đắk Tô statt.

## Bezirke
Kon Tum gliedert sich in neun Bezirke, darunter die gleichnamige Provinzstadt (thành phố trực thuộc tỉnh) Kon Tum sowie acht Landkreise (huyện):.
- Đắk Glei
- Đắk Hà
- Đắk Tô
- Kon Plông
- Kon Rẫy
- Ngọc Hồi
- Sa Thầy
- Tu Mơ Rông